# Mordellistena purpureonigrans
Mordellistena purpureonigrans es una especie de coleóptero de la familia Mordellidae.

## Distribución geográfica
Habita en Austria.